# (200240) 1999 VS82
(200240) 1999 VS82 es un asteroide perteneciente al cinturón de asteroides, descubierto el 1 de noviembre de 1999 por el equipo del Spacewatch desde el Observatorio Nacional de Kitt Peak, Arizona, Estados Unidos.

## Designación y nombre
Designado provisionalmente como 1999 VS82.

## Características orbitales
1999 VS82 está situado a una distancia media del Sol de 2,623 ua, pudiendo alejarse hasta 2,884 ua y acercarse hasta 2,361 ua. Su excentricidad es 0,099 y la inclinación orbital 6,976 grados. Emplea 1551,88 días en completar una órbita alrededor del Sol.

## Características físicas
La magnitud absoluta de 1999 VS82 es 16.